# Black (cantor)
Colin Vearncombe, também conhecido como Black (Liverpool, 26 de maio de 1962 - Cork, 26 de janeiro de 2016), foi um cantor e compositor inglês. 
Lançou seu primeiro disco em 1981 e alcançou o sucesso mundial com as músicas "Wonderful Life" e "Sweetest smile", na década de 1980. Também era poeta, lançando alguns livros e pintor, participando de algumas exposições no Reino Unido. 
Morreu em decorrência de um acidente automobilística, após 16 dias internado em estado de coma.